# Nationalpark Cumbres de Majalca
Der Nationalpark Cumbres de Majalca ist ein Nationalpark in Chihuahua, Mexiko.

## Geografie
Der Nationalpark wurde durch einen Präsidentenerlass im Jahr 1939 geschaffen. Das 4772 Hektar umfassende Gebiet liegt rund 40 km nordwestlich von Chihuahua auf einer Höhe von 2200 m bis 2600 m und gehört zur Sierra Madre Occidental. Bemerkenswert sind seine stark von Erosion geprägten Felsformationen.